# Миличи
Миличи (словен. Miliči) је насељено место у општини Чрномељ у Републици Словенији.
По последњем попису из 2011. године село Милићи имало је 23 становника.
Село је значајно као једно од 5 села Беле Крајине и целе Словеније, насељених Србима током неколико протеклих векова.

## Култура
У селу се налази православни храм посвећен усековању главе Светог Јована Претече, која је зидана почетком 18. века и обновљена 2006. Поред цркве се налази српско гробље са натписима у ћирилици и латиници.